# Charles Jules Henri Nicolle
Charles Jules Henry Nicolle, francoski bakteriolog, * 21. september, 1866, Rouen, Francija, † 28. februar, 1936, Tunis, Tunizija.

## Biografija
Eugène Nicolle, njegov oče in zdravnik na Rouenski bolnišnici, je Charlesa seznanil z biologijo že v mladih letih. Leta 1893 je diplomiral iz medicine, nato pa se je zaposlil na Medicinski fakulteti v Rouenu, kjer je bil njegov oče tudi profesor. Med študijem je na Pasteurjevem inštitutu opravil tečaj iz mikrobiologije. Leta 1895 se je poročil z Alice Avice in z njo imel dva sina, Marcelle (roj. 1896) in Pierra (roj. 1898).
Leta 1902 so ga imenovali za direktorja Pasteurjevega inštituta v Tunisu, kjer se je posvetil raziskovanju tifusa, za kar je leta 1928 prejel Nobelovo nagrado za fiziologijo ali medicino. Na položaju direktorja inštituta je ostal vse do svoje smrti leta 1936.
Med drugim se je ukvarjal tudi s filozofijo in se poskušal v pisanju romanov; med bolj znana dela sodijo romani Le Pâtissier de Bellone, Les deux Larrons in Les Contes de Marmouse.

## Odkritje prenašalcev tifusa
V Tunisu je Nicolle opazil, da je tifus zelo nalezljiv zunaj bolnišnice in da se širi preko medčloveškega stika; tako so med ostalim zboleli tudi zdravniki, ki so obiskovali bolnike, ter bolnišnični uslužbenci, ki so sprejemali bolnike. Kakor hitro je bil bolnik hospitaliziran, njegov tifus ni bil več nalezljiv. Preobrat se je torej očitno izvršil pri sprejemu v bolnišico, kjer so ga slekli in ga zdrgnili z vodo in milom. Zaradi tega je Nicolle začel sumiti, da je prenašalec bolezni (vektor) bela uš (Pediculus humanus corporis).
Svojo teorijo je dokazal s pomočjo poskusov na živalih, in sicer najprej na šimpanzih, pozneje pa še na morskih prašičkih. Prav tako je dokazal, da lahko včasih živali zbolijo tudi v milejši obliki, ki sicer ne razvijejo vidnih znamenj, vendar so še vedno kužne. To je razložilo, kako se bolezen ohranja med epidemijami. V resnici je bolezen vseskozi navzoča, epidemija pa je posledica kužnosti (virulence). Vzrok za povečanje kužnosti je bil pojasnjen pozneje, ko je bil De Vriesov koncept mutacije razširjen na mikrobe.
Po odkritju je poskušal izdelati preprosto cepivo preko strtja uši in mešanja njihove vsebines krvnim serumom, pridobljenih iz bolnikov. Cepivo je najprej preizkusil na sebi, pozneje pa še na otrocih (zaradi boljšega imunskega sistema), pri katerih se je razvilo obolenje, vendar so si opomogli. Navkljub temu cepivo ni prešlo v splošno uporabo. Večji korak v zvezi s cepivom je naredil Rudolf Weigl v 1930. letih.

### Ostali prispevek znanosti
Nicollovi večji dosežki na področju bakteriologije in parazitologije so:
- uvedbi cepiva za Malteško mrzlico;
- odkritje načina prenosa bolezni, ki jih prenašajo klopi;
- odkritju toksoplazme (Toxoplasma gondii) v tkivu glodavcev vrste Ctenodactylus gundi;
- raziskavah rakastih obolenj, škrlatinke, goveje kuge, ošpic, gripe, tuberkuloze in trahoma.

Napisal je več strokovnih knjig (večinoma na temo bakteriologije), med drugim Le Destin des Maladies infectieuses, La Nature, conception et morale biologiques, Responsabilités de la Médecine in La Destinée humaine.